# Vicente Alcázar
Vicente Alcázar Serrano (Madrid, 4 de abril de 1944), es un historietista y pintor español. Ha colaborado durante largo tiempo con su compañero Carlos Pino firmando sus obras con el seudónimo conjunto Carvic. Ha trabajado principalmente para publicaciones fuera de España, sobre todo en Estados Unidos.

## Biografía

### Inicios
Vicente Alcázar abandonó la Escuela Militar para comenzar su carrera profesional como dibujante en los años 60. A mediados de esta década conoce a Carlos Pino que se convertirá en su amigo y colaborador en los siguientes años. Como Carvic firmaron en 1967 y 1968 diversas historias bélicas en la revista Chío, suplemento del diario El Alcázar y series como Hechos Auténticos de Guerra y La Patrulla Azul.

### Salida al mercado internacional
Hacia finales de la década de los 60 ambos contactan con editoriales británicas y comienzan a trabajar para publicaciones en este país. La industria del cómic del Reino Unido era, desde la posguerra, una de las más florecientes del mundo y los artistas locales no eran capaces de satisfacer la demanda. Al principio, la inexperiencia y falta de comunicación hace que su trabajo se limite a muy pocas historias pero tras un viaje a Inglaterra consiguen nuevos encargos. Dese el año 1969 a 1974 trabajaron para TV 21 de Polystyle Publications, City, War Picture Library y Battle Picture Library y en series como S-Department, Meet The Saint, Wall of Steel, The Executioners, Heroes Never Die o las historias que crearon basadas en la serie televisiva Star Trek publicadas en TV 21.
A finales de los 60 la mayoría de los artistas españoles e italianos que habían trabajado en las revistas bélicas británicas se habían cambiado a otros géneros o publicaciones por lo que Alcázar y Carlos Pino se convirtieron rápidamente en los artistas principales de este tipo de publicaciones.

### La etapa americana
A principios de los años 70 Alcázar viajó a Estados Unidos para entablar relaciones con los editores norteamericanos. Conoció al dibujante Gray Morrows que posteriormente se convertiría en gran amigo suyo, y que por entonces a cargo de Red Circle Comics, línea editorial filial de Archie Comics. Con su apoyo consiguió desde la primera entrevista diversos encargos y su primer trabajo apareció publicado en diciembre de 1973, en la revista de Red Circle Chilling Adventures in Sorcery. Para la editorial Warren publicó historias en diversas revistas como Creepy y Eerie. El dibujante Neal Adams lo recomienda a la Marvel y en esta editorial colabora entintando una portada de la revista Vault of Evil en 1974. De este modo se convirtió en el primer autor que apareció acreditado en cuatro publicaciones simultáneamente.
Tras este buen comienzo regresó a España y volvió a Estados Unidos acompañado de Carlos Pino. Ambos colaboran durante algún tiempo en América pero tras un tiempo sus carreras se separan al dedicarse Pino al mercado inglés y centrarse Alcázar en el americano.
Rápidamente se convirtió en colaborador regular para Archie, Marvel, Warren y poco después para DC Comics y Charlton Comics, dibujando principalmente historias de terror pero también fantásticas, bélicas y de ciencia ficción. Desde mayo de 1978 se convirtió también en dibujante regular del personaje del Oeste Jonah Hex, con guiones de michael Fleisher, hasta el número 27 en agosto del año siguiente. Colaboró durante un tiempo en el taller de Neal Adams, llegando a formar parte del equipo The Crusty Bunkers, al mando del propio Adams. Además realiza ocasionalmente trabajos independientes de ilustración llegando a dibujar para revistas del prestigio de The New York Magazine.
La mayoría de dibujantes españoles de su generación que trabajaron en Estados Unidos lo hicieron desde España a través de la agencia barcelonesa de representación Selecciones Ilustradas. Alcázar tuvo una relación muy breve con esta agencia y trabajó casi siempre de forma independiente y contactando directamente con las editoriales en Estados Unidos.

### Trayectoria posterior
Desde mediados de los años 70 mostró un creciente interés por la pintura artística, por lo que su trabajo como historietista fue decreciendo hasta cesar hacia 1982, centrándose en su labor como pintor. En 1993, sin embargo, volvió a dibujar una historia del superhéroe Megalith y otra en Earth 4 para la editorial Continuity Comics. En la actualidad se dedica principalmente a la pintura y a impartir diversos cursos y talleres. Recientemente ha anunciado una vuelta al cómic, ya que en 2009 está preparando la historia La Ciudad de Fuego, realizada en la técnica de la aguada y ambientada en Maracaibo, ciudad en la que residió algún tiempo. 
Está casado con la directora de documentales Amanda Lucena.

## Estilo
De su estilo como dibujante de cómics dijo Shaqui Le Vesconte acerca de su trabajo en las historietas basadas en la serie Space: 1999:

...su estilo era muy gótico y experimental, usando una serie de técnicas que podrían ser descritas como "psicodelia monocroma", igualando la sensación de pesadilla de episodios como Missing Link, End Of Eternity y Dragon's Domain

Por su parte según The Warren Companion, una crónica sobre la historia de la editorial Warren:

...sus primeros trabajos muestran la influencia del italiano Gino d'Antonio que era el principal artista bélico de la Fleetway (...) (cuando comenzó a dibujar historias de terror para Warren) adoptó las formas del nuevo estilo, obviamente influenciado por Luis García aunque quizá con un mejor entendimiento de la acción (...) en 1976 dibujó algunos muy mediocres capítulos de Space: 1999 pero también ese año creó su mejor obra: Satanna para la Marvel (...) con su dibujo realista y sus tonos imaginativos eran de la Warren en todo menos en el nombre, ¡incluso tenían el ocasional golpe de Luis García!

Como pintor emplea un estilo muy distinto del figurativo que vemos en sus historietas. Usa formas abstractas geométricas formadas con distintos materiales y texturas. Según la introducción de su exposición del 2006 en la galería Tambucho de Madrid:

Los trabajos que ahora presenta Vicente Alcázar están realizados a partir de maderas y cartones de embalajes, que utiliza como materia apta para ser reinterpretada como pintura Una forma de arqueología de lo que es cotidiano pero aparece como capa invisible en la vida de la ciudad. Se trata del rescate del presente inadvertido, que el artista aborda en su labor. El resultado es una obra que acoge la materialidad que ella misma representa y la incorpora a su significado, tendiendo puentes entre escultura, pintura y dibujo.

## Exposiciones
Exposiciones individuales
- 2004 Cruce. Madrid.
- 1999 Centro de Bellas Artes, Maracaibo, Venezuela.
- 1995 Galería El Progreso, Madrid.
- 1990 Galería Cinco, Caracas, Venezuela.
- 1987 Galería Diálogo, Bruselas, Bélgica.
- 1983 Secretaría de Cultura del Estado Zulia, Maracaibo, Venezuela.
- 1981 Galería Durban, Maracaibo, Venezuela.
- 1980 Centro de Bellas Artes, Maracaibo, Venezuela.
- 1980 Galería Euroamericana, Caracas, Venezuela.
- 1978 Galería Lea, Barquisimeto, Venezuela.
- 1978 Galería de Artes Visuales de L.U.Z., Maracaibo, Venezuela.

(...)
- 1975 Galería Gaudí, Maracaibo, Venezuela.

Exposiciones colectivas
- 2006 Materiales mínimos Espacio Zambucho, Madrid. Junto a Roberto Díez y Miguel G. Moreno
- 2004 Sudo Art Museum, Tokio, Japón.
- 2004 Museo Kara Kara, Odawara, Japón.
- 2003 Sudo Art Museum, Tokio, Japón.
- 2002 Sudo Art Museum, Tokio, Japón.
- 2001 Sudo Art Museum, Tokio, Japón.
- 2001 Museo de Arte Contemporáneo del Estado Zulia, Maracaibo, Venezuela.
- 1995 Escisiones. Galería El Progreso, Madrid.
- 1995 Novísima Imagen de Bolívar. Galería Euroamericana, Caracas, Venezuela.
- 1995 Bienal de Grabado. Museo de Artes Gráficas, Maracaibo, Venezuela.
- 1995 Los Nuevos Dibujantes. C.A.N.T.V. Caracas, Venezuela.
- 1981 Salón de Jóvenes Artistas. MACSI, Caracas, Venezuela.
- 1981 Indagación de la Imagen. Galería de Arte Nacional, Caracas, Venezuela.
- 1980 Manos de Siempre, Signos de Hoy. Galería de Arte Nacional, Caracas, Venezuela.
- 1980 No son Flores del Parque. Centro de Bellas Artes, Maracaibo, Venezuela.
- 1980 Primer Salón de Occidente, Mérida, Venezuela.
- 1976 Salón Arturo Michelena, Valencia, Venezuela.
- 1975 Salón de Jóvenes Artistas, Maracaibo, Venezuela.